# Озеряны (Борщёвская городская община)
Озеряны (укр. Озеряни) — село в Борщёвской городской общине Чортковского района Тернопольской области Украины.
Код КОАТУУ — 6120885501. Население по переписи 2014 года составляло 1585 человек.

## Географическое положение
Село Озеряны находится у истоков реки Драпанка, ниже по течению на расстоянии в 1,5 км расположено село Констанция. Через село проходят автомобильная дорога Т-2002 и
железная дорога, станция Озеряны-Пилатковцы.

## История
Село известно с XII века. В 1494 году село было разрушено татарами.
Во время Первой мировой войны потерпело значительные разрушения и в межвоенный период потеряло статус города.
В 1940—1941, 1944—1959 годах село принадлежало Скала-Подольскому району Тернопольской области. С ликвидацией района 1959 году вошло в состав Борщёвского района.
С сентября 2015 года по 20 ноября 2020 года — центр Озерянской сельской общины.
С 20 ноября 2020 года принадлежит к Борщёвской городской общине.

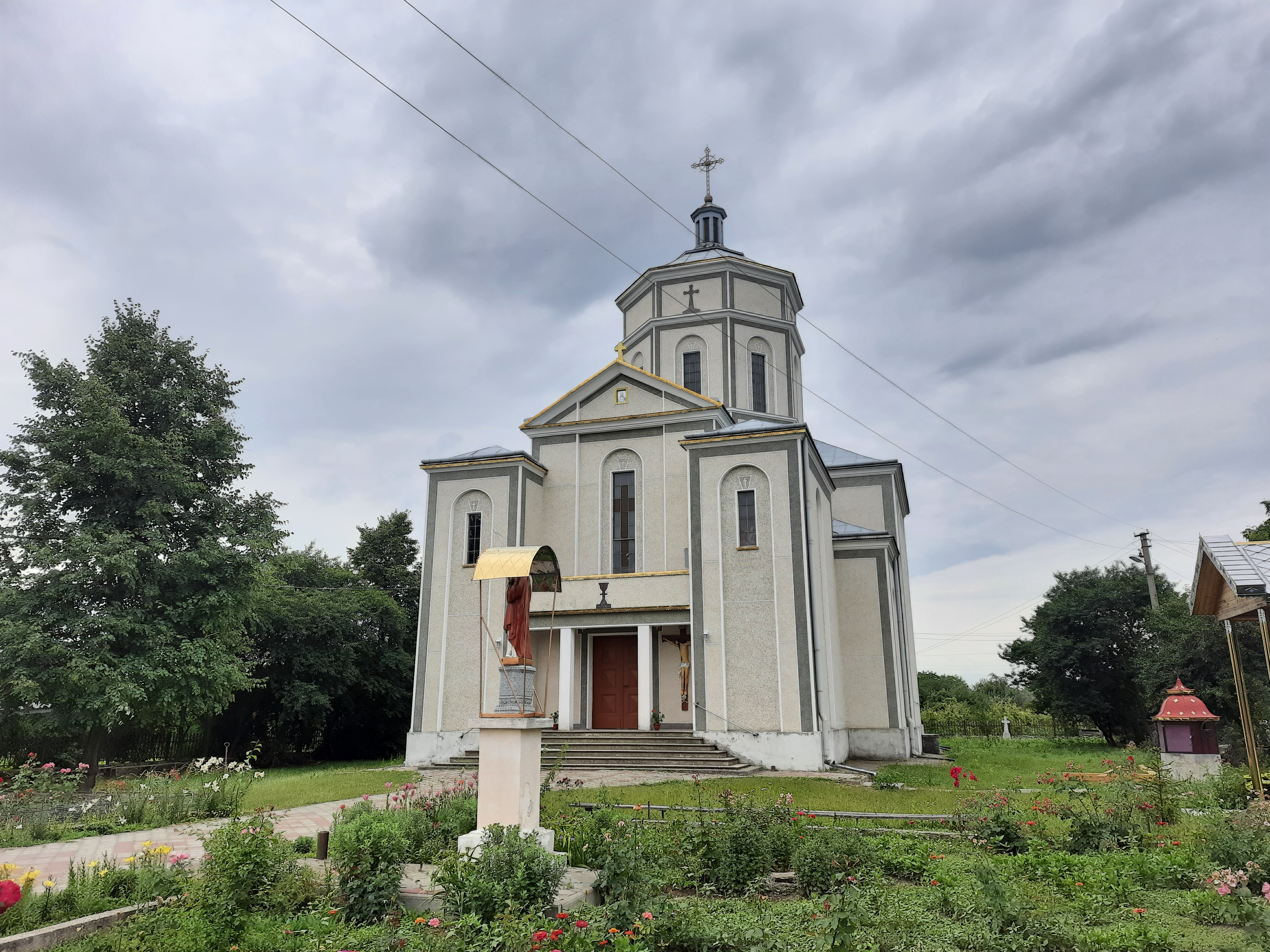
Церковь Христа-Царя

## Объекты социальной сферы
Работают общеобразовательная школа I—III ступеней, Дом культуры, библиотека, участковая больница, 2 аптеки, отделение связи, лесосклад, торговые заведения.

## Достопримечательности

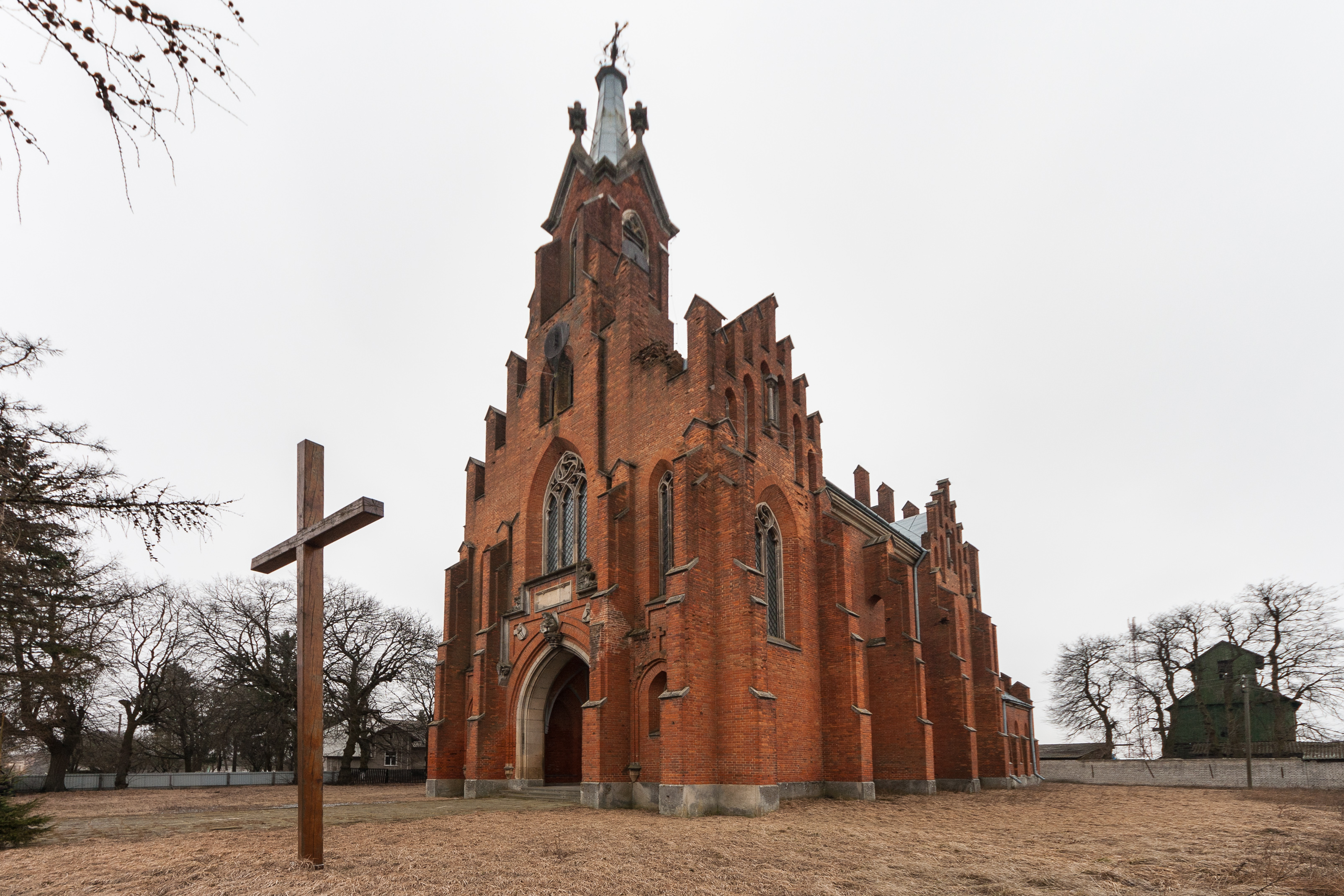
Неоготичный костёл Святой Анны

- Неоготичный костёл Святой Анны (1875 г.) построен князьями Сапегами. Автором проекта был львовский архитектор Адольф Кун (Adolf Kuhn).
- Каменная церковь Христа-Царя.
- Остатки крепости XVI—XVII веков.
- Карстовые озера.
- Часовня в память о жертвах голодомора 1933 года.
- Братская могила советских воинов.